# クテーシュラ
クテーシュラ（古希: Κτήσυλλα, Ktēsylla）は、ギリシア神話の人物である。長音を省略してクテシュラとも表記される。ケオース島の都市イウールスの出身で、アルキダマースの娘。アコンティオスとキューディッペーによく似た伝説の持ち主として知られる。

## 神話
コロポーンのニーカンドロスの『変身物語』に基づくアントーニーヌス・リーベラーリスの物語によると、クテーシュラはケオース島の都市カルタイアのピューティア祭で、アテーナイの男ヘルモカレースに見初められた。彼女はヘルモカレースの策略によってこの男と結婚することをアルテミスに誓わされた。というのは、ヘルモカレースは彼女と結婚するために一計を案じ、林檎に「私はヘルモカレースと結婚することをアルテミスに誓います」という一文を刻みつけ、クテーシュラのいるアルテミス神殿に投げ入れたのである。神殿内に林檎が転がっているのを見つけたクテーシュラは、不思議に思って林檎を拾い上げ、うっかりそこに刻まれた一文を読み上げた。するとアルテミスはその言葉を結婚の誓いとして受け取った。
ヘルモカレースはさらにクテーシュラの父のところに行き、彼女との結婚を申し込むと、アルキダマースはアポローンに誓って2人の結婚を認めた。ところが時間が経つとアルキダマースはかつての誓約をすっかり忘れ、クテーシュラを別の男と結婚させようとした。そのためクテーシュラがアルテミスの神殿で結婚のための犠牲を捧げていると、怒ったヘルモカレースが神殿に駆け込んできた。するとクテーシュラはアルテミスの神意により、ヘルモカレースを一目で好きになった。そして乳母の手引きで、夜のうちにアテーナイに向けて出発し、ヘルモカレースと結婚した。結婚後、クテーシュラは子供を出産したが、産後の肥立ちが悪く、回復しないまま死んでしまった。彼女の死の原因について、アントーニーヌスは父アルキダマースが誓いを破ったためであると述べている。
その後、不思議なことが起きた。人々がクテーシュラを埋葬しようとすると、寝台から彼女の遺体が消え失せたのである。その代わり寝台の上に1羽の鳩がおり、天に向かって飛び立ったという。その後、ヘルモカレースとケオース島の人々は神託に従って、イウールスにアプロディーテー・クテーシュラの神殿を創設した。そこでイウールスの人々は祭神をアプロディーテー・クテーシュラと呼んだが、他の人々はクテーシュラ・ヘカエルゲー（遠きより業なす女神クテーシュラ）と呼んだという。